# Alfred Lenglet
Pour les articles homonymes, voir Lenglet.
Alfred Lenglet, né en 1968 à Caudry (Nord), est commissaire de police et romancier.

## Biographie
Après des études au Prytanée militaire de la Flèche et au lycée militaire d'Aix en Provence, il rentre dans la police nationale. Il a occupé des postes de directeur, dans les renseignements généraux et en sécurité publique. Il a été chef du service de nuit à Lyon et a enseigné à l'école nationale supérieure de la police. Il enseigne également à l'université de Lyon3. 
Passionné d'histoire, il a fait une maîtrise d'histoire sur la police parisienne avant la Première Guerre mondiale. Ce travail avait été dirigé par Jean-Paul Brunet, spécialiste de l'histoire de la préfecture de police de Paris.
Ses écrits sont influencés par ses origines du Nord de la France où les traces de la Grande Guerre sont nombreuses, mais aussi par sa formation militaire, ainsi que par ses lectures et certains auteurs, en particulier Guy de Maupassant, Ernst Jünger, Marguerite Yourcenar, Henri Bosco, Jean d'Ormesson, Julien Gracq et Henri Vincenot.
On retrouve ainsi dans la première partie de son œuvre toutes les tragédies de la guerre, les événements de l'histoire de France du XXe siècle, mais aussi une pointe d'humanisme et de tolérance, qui font de lui un romancier atypique.
Après sa rencontre en 2014 avec madame Jeannine Balland-Bergot, grande dame de l'édition, il a publié plusieurs romans policiers aux éditions Calmann-Lévy.

## Ouvrages
Il est l'auteur de plusieurs romans :
- Le Creux de l’enfer, éditions Lucien Souny, 2002 et prix Lucien Gachon en 2003 (épuisé)
- Les Écheveaux du destin, éditions Lucien Souny, 2003 (épuisé)
- Paradis parfumé, éditions Jeanne d'Arc, 2008
- Les Vignes de l’aïeul, éditions Lucien Souny, 2010
- L’Amour dans l’ombre, éditions Lucien Souny, 2012 et Souny poche en 2018
- Le Médecin des hautes terres, éditions Souny poche, 2014
- Du poison dans les veines, éditions Calmann-Lévy, 2015 et le livre de poche 2016
- Les Vieux Amants du plateau, éditions Lucien Souny, 2015
- Jeux mortels en hiver, éditions Calmann-Lévy, 2016
- Temps de haine, éditions Calmann-Lévy, 2017
- Cœurs de glace, éditions Calmann-Lévy, 2018.
- Un jour, on fêtera Noël en été, Food Editions, 2021. Recueil de nouvelles.
- Les âmes fracassées, Editions Taurnada, parution prévue à l'automne 2025.